# Площадь Заньковецкой
Площадь Заньковецкой (укр. Площа Заньковецької) — площадь города Нежина на пересечении улиц Станислава Прощенко, Покровская, Гоголя, Батюка.

## История
Соборная площадь известна с 17 века, как центральная площадь города, где проходили военные парады казаков, объявлялись гетманские универсалы, встречали российских послов 23.01.1654 года. Тут в 1855 году проходили дружины Московского, Нижегородского, Владимирского, Нежинского ополчений в Крым на защиту Севастополя. В мае 1861 года на Соборной площади нежинцы встречали гроб Т. Г. Шевченко, который везли из Петербурга в Канев.
Со строительством в 1880-1890-е годы нескольких жилых доходных домов завершилось формирование ансамбля Базарной улицы (южной линии торгового майдана), что после строительства торговых лавок Николаевского собора завершило создание архитектурного ансамбля Соборной площади — уникального тем, что в линии застройки были органично представлены примеры застройки от середины 18 века до конца 19 века со своеобразным полуциркульным обрамлением куполами православных храмов на заднем плане.
В начале 20 века остатки бывшей Соборной площади — территория между лавками Николаевского собора и ограждением Успенской церкви засадили деревьями. Другая часть — по другую сторону Николаевского собора — также утратила торговый статус и в 1870-х годах по инициативе и на средства В. В. Тарновского была превращена в сквер.
В связи с разбитием сквера и расширением строительства, территория площади очень сократилась и утратила свое прежнее значение. Площадь была застроена преимущественно 2-3-этажными домами.
В 1967 году Соборная площадь была переименована на площадь 50 лет Октября — в честь годовщины 50-летия со дня Октябрьской революции (1917 год).
Площадь получила современное название — в честь советской украинской актрисы Марии Константиновны Заньковецкой.

## Описание
Парная сторона площади занята 2-3-этажным административными зданиями: 2-этажный дом отделения Государственного банка СССР — памятник архитектуры, 3-этажный дом отделения связи, 3-этажный торговый центр (универмаг). Непарная — скверами имени Н. В. Гоголя и имени Богдана Хмельницкого. В сквере имени Н. В. Гоголя расположены памятник М. К. Заньковецкой, Николаевский собор и Церковь Иоанна Предтечи и торговые ряды (сейчас дом культуры), сквере имени Богдана Хмельницкого — Памятник Б. М. Хмельницкому.